# Heriades othonis
Heriades othonis är en biart som beskrevs av Heinrich Friese 1914. Heriades othonis ingår i släktet väggbin, och familjen buksamlarbin. Inga underarter finns listade i Catalogue of Life.